# Équipe des îles Turques-et-Caïques de rugby à XV
L'équipe des Îles Turks-et-Caïcos de rugby à XV rassemble les meilleurs joueurs de rugby à XV des Îles Turks-et-Caïcos, est membre de la NACRA et joue actuellement dans le Championnat des Caraïbes de rugby.